# Luka Karabatić
Luka Karabatić (Strasburgo, 19 aprile 1988) è un pallamanista francese, pivot e capitano del Paris Saint-Germain Handball.

## Biografia
È fratello minore di Nikola Karabatić. 

## Palmares

### Club

#### Competizioni nazionali
- Campionato francese: 13

Montpellier: 2008-2009, 2009-2010, 2010-2011, 2011-2012
PSG: 2015-16, 2016-17, 2017-18, 2018-19, 2019-20, 2020-21, 2021-22, 2022-23, 2023-24
- Coppa di Francia: 6

Montpellier: 2008-2009, 2009-2010, 2011-2012
PSG: 2017-18, 2020-21, 2021-22
- Coppa di Lega: 6

Montpellier: 2009-2010, 2010-2011, 2011-2012
PSG: 2016-17, 2017-18, 2018-19
- Trophée des champions: 6

Montpellier: 2010, 2011
PSG: 2015, 2016, 2019, 2023

### Nazionale
- Olimpiadi

 Tokyo 2020
 Rio de Janeiro 2016
- Mondiali

 Qatar 2015, Francia 2017
 Polonia e Svezia 2023
 Germania e Danimarca 2019, Croazia, Danimarca e Norvegia 2025
- Europei

 Danimarca 2014, Germania 2024
 Croazia 2018

### Individuale
- Miglior difensore della Division 1 2014-15
- Miglior difensore della Champions League 2016-2017
- Miglior difensore della Champions League 2017-2018